# Räumbootbegleitschiff
Räumbootbegleitschiffe waren eine spezialisierte Form des Tenders, der Grundform von Begleitschiffen zur Versorgung anderer Schiffe. Die Aufgaben und Definition eines Räumbootbegleitschiffes umfassten Führungs- und Unterstützungsaufgaben einer Kleinbootflottille – hier von Räumbooten in Abgrenzung zu Schnellbootbegleitschiffen und U-Boot-Begleitschiffen.

## Konzeption und Entwicklung in Deutschland

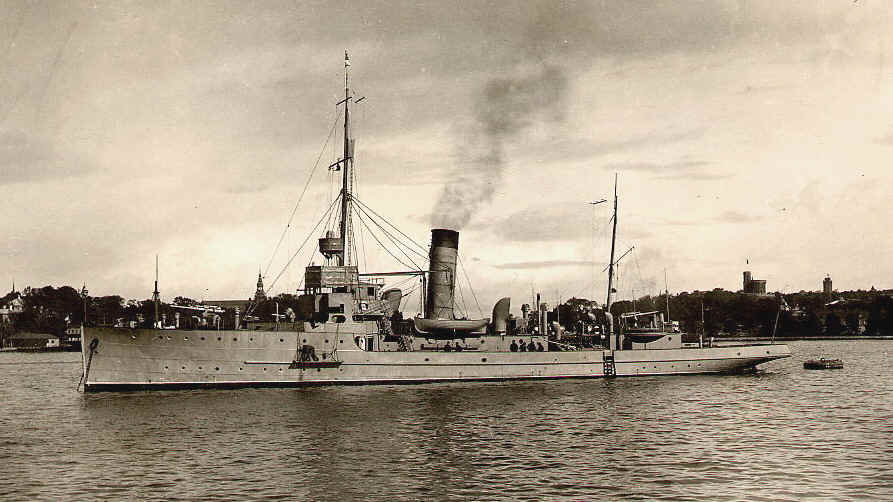
Minensuchboot Typ 16: Lettischer Minensucher Virsaitis (ex deutsch M 68)

Die Bezeichnung „Räumbootbegleitschiff“ wurde nur in der Kriegsmarine verwendet – ausgehend von der Bezeichnung der „Flachgehenden Minenräumboote“ der Kaiserlichen Marine im Ersten Weltkrieg für Küstenminensuchboote. Auch die Reichsmarine nutzte diese Boote und etablierte in den 1920er Jahren das Räumboot als eigenständigen Schiffstyp. In anderen Marinen wurden die Begleitschiffe von Minensuch-, Küstenminensuch- und Minenräumbooten als Tender bezeichnet. Dies galt bzw. gilt auch für die Bundesmarine bzw. Deutsche Marine, dagegen wurde in der Volksmarine der DDR Begleitschiffe als „schwimmender Stützpunkt“ klassifiziert.
Mit dem Aufrüsten der Kriegsmarine ab 1935 und der Aufstellung von Minenräumbootflottillen wurde es notwendig, diesen Flottillen entsprechend ausgerüstete Begleitschiffe beizugeben, die den Bootsbesatzungen als Unterkunft und den Booten als Kraftstoff-, Munitions-, Frischwasser- und Verpflegungsdepot dienten.
Als Räumbootbegleitschiffe wurden zu diesem Zweck ältere Schiffe der Marine ausgewählt. Die Kriegsmarine zog zunächst alte Minensuchboote vom Typ 1916 aus dem Ersten Weltkrieg heran und baute diese um. Im Laufe des Zweiten Weltkriegs wurden weitere für den Fronteinsatz untaugliche Schiffe für diesen Zweck verwendet. Eigenständige Entwicklungen von Räumbootbegleitschiffen waren erst im Z-Plan vorgesehen. Diese Neubauten der „Rbootbegleitschiffe A–F“ sollten etwa ab Januar 1942 in Auftrag gegeben werden. Entwürfe dazu liegen nicht vor.

## Geschichte

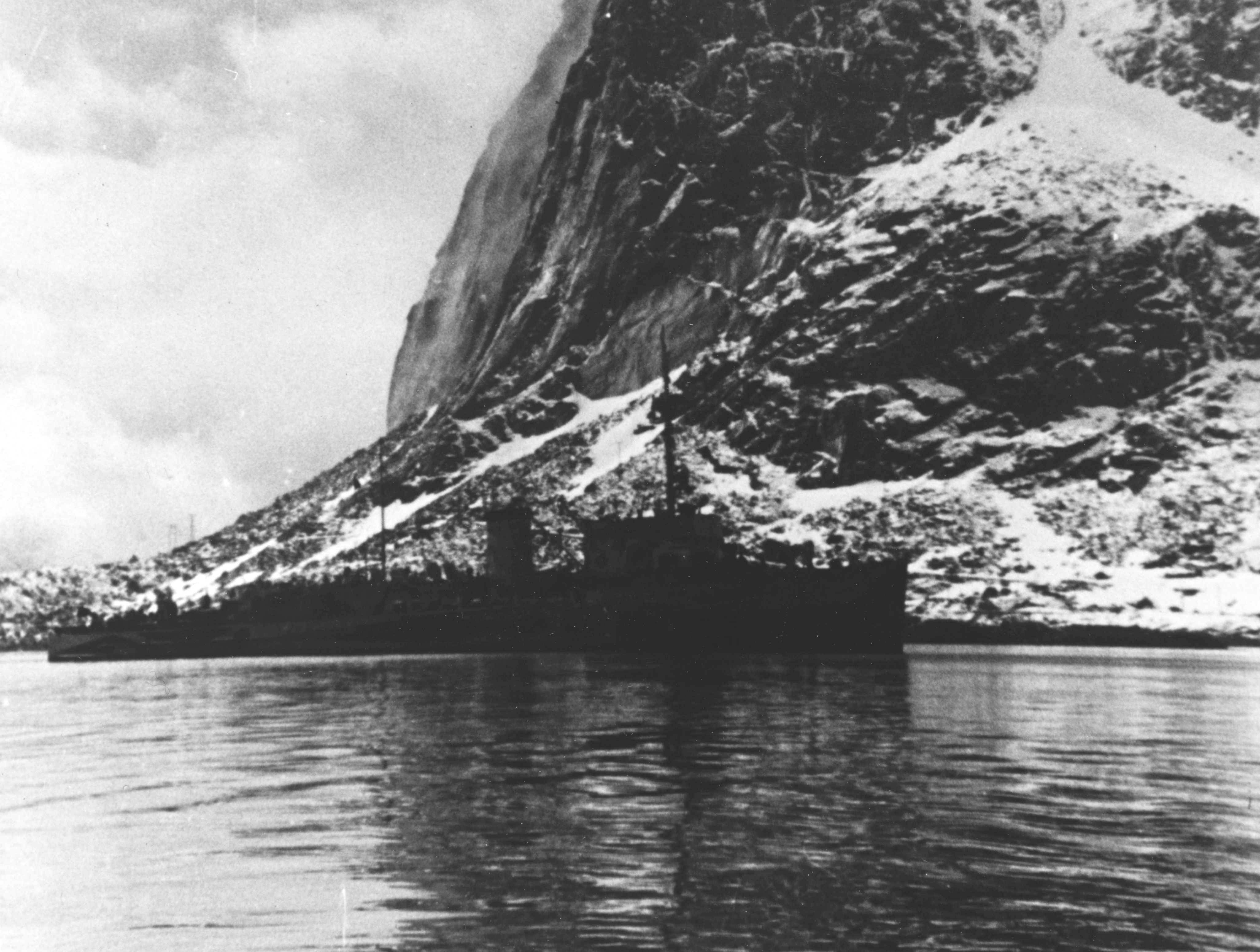
Räumbootbegleitschiff Weser in Norwegen

Von den Typ-16-Booten wurden während des Krieges sieben Boote und vom Typ-15 ein Boot zumindest zeitweilig als Räumbootbegleitschiffe genutzt. Das Minensuchboot M 50 fand als Minensuchboot 1915 seinen Einsatz als Räumbootbegleitboot. Die restlichen Boote waren Minensuchboot 1916 bzw. andere Schiffsklassen, wie Fischerboote.
Vor dem Krieg gingen als erste Boote 1937 und 1938 die Zieten (ex M 138) und die Brommy (ex M 50) für den Umbau in die Werft. Die Zieten wurde am 5. März 1936 bzw. nach erneutem Umbau am 2. September 1938 als Räumbootbegleitschiff der 1. Räumbootsflottille wieder in Dienst gestellt und löste damit dort die Brommy ab. Die Brommy war am 19. Februar 1938 zunächst der 1. und ab 21. September 1938 der 2. Räumbootsflottille zugewiesen.
Aus den Erfahrungen bei Umbau der ersten Boote zu Räumbootbegleitschiff wurden die weiteren Boote um zwei Meter verlängert, um zusätzlichen Platz zu schaffen. Dadurch stieg die Tonnage um gut 200 Tonnen an.
Noch vor dem Krieg folgten die Umbauten der Von der Groeben (ex M 107) und der Raule (ex Wacht, ex M 133), die zur 3. bzw. 4. Räumbootsflottille stießen. Mit Kriegsbeginn kamen die beiden Fischereischutzschiffe Elbe und Weser dazu, die zur Verbesserung der Seefähigkeit ebenfalls verlängert wurden. Die Elbe diente bei der 5. Räumbootsflottille und die Weser bei der 11. Räumbootsflottille, ab Mitte Oktober 1940 bei der 7. Räumbootsflottille. Die Von der Groeben wechselte im April 1940 von der 3. Räumbootsflottille zur 4. Räumbootsflottille und war ab Mai 1942 mit der Umbenennung zu M 507 bei der 12. Räumbootsflottille als Begleitboot im Einsatz. Im Oktober 1940 wurde die Zieten in ein Minensuchboot umklassifiziert und kam nun in dieser Funktion in der 1. Räumbootsflottille zum Einsatz, blieb aber bis zur Versenkung auch Führungs- und Begleitschiff der Flottille.
Mit Beginn des Zweiten Weltkrieges wurden die im Z-Plan vorgesehenen Schiffe endgültig gestrichen und der Umbau weiterer Typ-16-Boote forciert. In den Jahren 1941 bis 1943 folgten die ehemaligen Minensuchboote Von der Lippe (ex Taku, ex M 146) für die 10. Räumbootsflottille, Hille (ex M 560, ex Hecht, ex M 60) für die 21. Räumbootsflottille, Alders (ex M 526, ex M 126) für die 9. Räumbootsflottille und Jungingen (ex M 534, ex Frauenlob, ex M 134) für die 8. Räumbootsflottille. Kurz vor Kriegsende kam noch die M 535 (ex Gazelle, ex Hela, ex M 135) für die 3. Räumbootsflottille dazu.

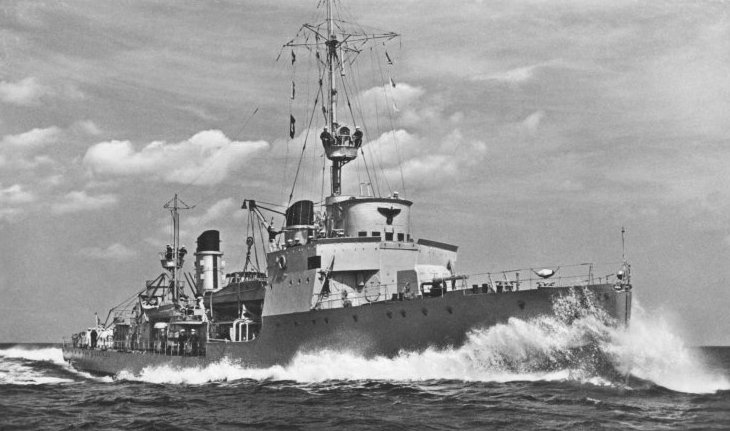
Flottenbegleiter F 1

Darüber hinaus wurden weitere für den Fronteinsatz untaugliche Schiffe herangezogen: Im Laufe des Jahres 1942 soll die Nordpol (ex H 521, ex Siegfried, ex FM 1) als Räumbootbegleitschiff; es wird auch als Navigationsschulschiff aufgeführt; bei der 1. Räumbootsflottille bis zu dessen Untergang Ende 1943 bei Gotenhafen genutzt worden sein. Im Oktober des Jahres wird bis Januar 1943 der frühere Flottenbegleiter Königin Luise (ex F 6) bei der 4. Räumbootsflottille eingesetzt. Im November 1943 kam zudem der alte Verkehrsdampfer Nordsee bei der 13. Räumbootsflottille zum Einsatz. Unklar sind die Zuordnungen und Einsätze weiterer Einheiten. So liegen für den Frachter Nadir (ex Lazarettschiff Claus, ex Schwalbe) widersprüchliche Informationen vor, ob sie für diesen Zweck bei der 8. Räumbootsflottille verwendet wurde oder nur als Navigationsschulboot eingesetzt wurde. Wann genau die Barbara, die ehemalige britische Sloop Zinnia bzw. später das gleichnamige belgische Fischereischutzschiff, neben ihrer Hauptaufgabe als Artillerieschulschiff zeitweise zusätzlich als Begleitschiff der Ende Dezember 1943 neu aufgestellten 14. Räumbootsflottille diente, bleibt zu klären.
Im Schwarzen Meer nutzte die 1943 neu aufgestellte 30. Räumbootsflottille das 1939 in der Linzer Werft in Österreich gebaute Binnenfahrgastschiff Brunhild zeitweise als Begleitschiff.
Von den eingesetzten Begleitschiffen gingen während des Krieges sieben verloren:
- M 533 (ex Raule) sank am 9. Mai 1942 nach der Kollision mit dem Räumboot R 45
- die Jungingen sank am 27. September 1943 nach einem Angriff britischer Motortorpedoboote
- M 550 (ex Brommy), M 507 (ex Von der Groeben) und die Von der Lippe sanken während des alliierten Luftangriffs auf Boulogne in der Nacht von 15. auf 16. Juni 1944
- M 538 (ex Zieten) wurde am 21. Juni 1944 durch einen sowjetischen Luftangriff versenkt und später gehoben, aber nicht mehr repariert. Anstelle von M 538 übernahm das Schwesterschiff M 566 (ex Störtebeker, ex M 66) die Funktion des Begleitschiffs bei der 1. Räumbootsflottille.
- Zuletzt sank die Königin Luise, seit Anfang 1943 bei der 6. Vorpostenflottille und im Oktober 1943 außer Dienst gestellt, in Wilhelmshaven liegend am 30. März 1945 durch einen britischen Luftangriff.

Die übrigen Boote dienten nach dem Krieg im Deutschen Minenräumdienst und wurden im Westen anschließend bald abgewrackt bzw. dienten in der sowjetischen Flotte zum Teil noch bis in die 1960er-Jahre.

## Räumbootbegleitschiffe der Kriegsmarine

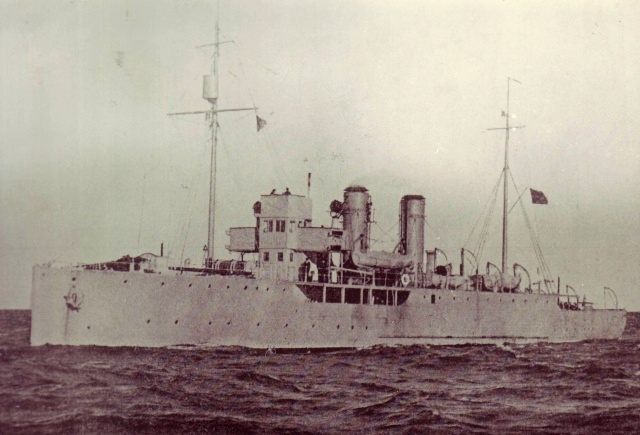
HMS Zinnia, die spätere Barbara

Folgende Schiffe wurden als Räumbootbegleitschiffe für die Kriegsmarine in Dienst gestellt:
- Alders (ex M 526, ex M 126) nach dem Krieg bei der 2. Minenräumdivision
- Barbara
- Brommy, M 550 (ex M 50)
- Brunhild (Stabsschiff des Inspekteurs Minenräumdienst Donau)
- Elbe nach dem Krieg bei der 4. Minenräumdivision
- Hille (ex M 560, ex Hecht, ex M 60)
- Jungingen (ex M 534, ex Frauenlob, ex M 134)
- Königin Luise (ex Flottenbegleiter F 6)
- M 535 (ex Gazelle, ex Hela, ex M 135)
- M 566 (ex Störtebeker, ex M 66) nach dem Krieg bei der 1. Minenräumdivision
- Nordsee nach dem Krieg bei der 2. Minenräumdivision
- Raule, M 533 (ex Wacht, ex M 133)
- Von der Groeben, M 507 (ex M 107)
- Von der Lippe (ex M 146, ex Taku, ex M 546)
- Weser nach dem Krieg bei der 4. Minenräumdivision
- Zieten (ex M 138)